# 130
130 (CXXX, na numeração romana) foi um ano comum do século II do Calendário Juliano, da Era de Cristo,  e a sua letra dominical foi B (52 semanas) teve início a um sábado e terminou também a um sábado. Segundo o horóscopo chinês, foi o ano do Cavalo.
| Ano completo                   |
| ------------------------------ |
| Ano comum com início ao sábado |

| Calendário gregoriano                                                        | 130 CXXX                      |
| Ab urbe condita                                                              | 883                           |
| Calendário arménio                                                           | -422 – -421                   |
| Calendário bahá'í                                                            | -1714 – -1713                 |
| Calendário budista                                                           | 674                           |
| Calendário chinês                                                            | 2826 – 2827                   |
| Calendário copta                                                             | -154 – -153                   |
| Calendário etíope                                                            | 122 – 123                     |
| Calendários hindus - Vikram Samvat - Calendário nacional indiano - Cáli Iuga | 185 – 186 51 – 52 3230 – 3231 |
| Calendário Holoceno                                                          | 10130                         |
| Calendário islâmico                                                          | 507 BH – 506 BH               |
| Calendário judaico                                                           | 3890 – 3891                   |
| Calendário persa                                                             | 492 BP – 491 BP               |
| Calendário rúnico                                                            | 380                           |
| Calendário solar tailandês                                                   | 673                           |

## Nascimentos
- Ireneu de Lyon — escritor cristão, bispo e teólogo romano (m. 202).

## Mortes
- Antínoo — catamita do imperador romano Adriano (n. 111).
- Menelau de Alexandria — astrônomo e matemático grego (n. ca. 70).